# Mehkužke
Mehkužke ali molluscum contagiosum so nalezljiva virusna kožna bolezen, ki se kaže v obliki za poprovo zrno velikih prosojnih bunčic z vgreznino na sredi. Prizadene lahko tudi sluznice. Povzroča ga DNK-virus iz družine poksvirusov, ki sicer ne pozna živalskega rezervoarja in torej povzroča okužbo le pri ljudeh. Obstajajo štirje tipi virusa; virus tipa 1 je najbolj razširjen. Prenaša se z dotikom bolnikovega prizadetega predela kože ali predmeta, okuženega z virusom (na primer brisače, oblek, igrač). Okužba je pogostejša pri otrocih, spolno aktivnih ljudeh in bolnikih z okrnjenim imunskim sistemom. Najpogosteje prizadene otroke do desetega leta starosti.
Mehkužke lahko prizadenejo katerikoli predel kože, najpogosteje pa se pojavijo na trupu, rokah, v dimljah ali na nogah. Obstajajo dokazi, da se število okužb od leta 1966 v svetovnem merilu povečuje, vendar teh okužb v številnih primerih ne spremljajo natančno, saj gre le redko za hudo bolezen in večinoma izzveni brez zdravljenja. Bolnik je kužen do izgina bunčic na koži. V nekaterih primerih lahko brez zdravljenja določene spremembe na koži vztrajajo tudi do 4 leta.

## Znaki in simptomi
Mehkužke se kažejo v obliki kupolastih bisernatih kožnih vzbrsti. V premer merijo po navadi od 1 do 5 mm in imajo ugreznjen osrednji del. Običajno niso boleče, lahko pa srbijo in so razdražene. Praskanje bunčic lahko povzroči razširitev okužbe ali brazgotinjenje. V okoli 10 % primerov se okoli vzbrsti pojavi vnetje. Virusna okužba je omejena na najbolj površinko plast povrhnjice. Dodaten zaplet lahko povzroči bakterijska nadokužba prizadetega predela kože.
Bunčice praviloma spontano izginejo; posamezna bunčica vztraja običajno od 6 tednov do 3 mesecev. Bunčice se pa lahko tudi množijo zaradi procesa avtoinokulacije, kar praviloma podaljša njihovo vztrajanje. Povprečno trajanje izbruha bolezni v nekem okolju je od 8 do 18 mesecev. Bolnik je okužen od 6 mesecev do 5 let; dlje časa trajajoča okužba je značilna zlasti za bolnike z okrnjenim imunskim sistemom.

## Diagnoza
Diagnoza temelji na kliničnih znakih, potrdijo jo lahko z ekscizijsko biopsijo (mikroskopska preiskava izrezanega delčka prizadetega tkiva).
Histološko je za mehkužke značilna prisotnost »moluskumskih telesc« v povrhnjici kože nad temeljno plastjo. Ta telesca sestavljajo velike celice z obilno zrnato eozinofilno citoplazmo z nakopičenimi virioni in majhnimi periferno ležečimi jedri.

## Zdravljenje
V začetku smernice priporočajo opazovanje ter čakanje na spontano ozdravitev. Opcije zdravljenja, ki so na voljo, so namreč invazivne in neprijetne. 
Kadar je potrebno zdravljenje, se najpogosteje uporablja ekskohleacija (postrganje bunčice) po predhodnem nanosu lokalnega anestetika v kremi ali z blago krioterapijo. Uporabljajo se tudi raztopina 5-% kalijevega hidroksida, ki povzroči razkroj okuženih celic in stimulira imunski odziv. Uporablja se do vnetnega odziva oz. najdlje 14 dni. Na enak način kot kalijev hidroksid deluje tudi učinkovina kantaridin.
V primeru persistirajoče okužbe in kadar drugi načini zdravljenja ne pomagajo, se lahko uporabi tudi laserska terapija.

## Prognoza
V večini primerov pride do spontanega izčiščenja virusa v obdobju dveh let, običajno v devetih mesecih. Dokler so prisotne kožne vzbrsti, je možen prenos okužbe na druge ljudi.
Za razliko na primer od okužbe z virusom herpesa simpleksa virus mehkužk ne povzroča perzistirajoče inaktivne okužbe in kasnejše ponovne aktivacije. Vendar pa po ozdravitvi oseba ne razvije trajne imunosti in je možna ponovna okužba ob ponovni izpostavitvi virusu.

## Epidemiologija
Podatek za leto 2010 pravi, da je bilo okuženih 122 milijonov ljudi na svetu (1,8 % svetovne populacije).